# Konkatedrála Nanebevzetí Panny Marie
Konkatedrála Nanebevzetí Panny Marie v Opavě je mohutný trojlodní kostel se dvěma věžemi, vybudovaný ve 14. století v gotickém slohu na místě starší románské stavby z počátku 13. století. V roce 1995 byl kostel prohlášen národní kulturní památkou. Od roku 1996 je druhým sídelním kostelem ostravsko-opavského biskupa (konkatedrálou).

## Historie

### Výstavba kostela
Vznik kostela Nanebevzetí Panny Marie v Opavě je spojen s Řádem německých rytířů. S výstavbou kostela bylo pravděpodobně započato brzy po roce 1204. O podobě tohoto románského kostela není nic bližšího známo. V listině českého krále Václava I. z 12. května 1237 se zmiňuje fara v Opavě, která byla v držení Řádu německých rytířů.
Po smrti Přemysla Otakara II. se výstavba kostela zastavila a byla obnovena až po návratu jeho nemanželského syna Mikuláše I. Opavského z uherského zajetí. Dokončený kostel se stal největší církevní stavbou v Opavě a hlavní dominantou města.
Pravděpodobně těsně před rokem 1452 nechal opavský kníže Vilém k západnímu poli jižní lodi kostela přistavět kapli sv. Hrobu s oltářem zasvěceným Zmrtvýchvstání Páně. V této kapli zamýšlel kníže zřídit nové pohřebiště opavských Přemyslovců, kteří byli dosud obvykle pohřbíváni v kostele sv. Ducha v Opavě.
Při požáru města 9. srpna 1461 shořel letnerový kříž a poté byl stržen poškozený letner, který odděloval presbytář vyhrazený řádovým bratřím od trojlodí vyhrazeného laikům. Letner už nebyl nikdy obnoven.

### Reformace a protireformace
V roce 1540 získala opavská městská rada od Řádu německých rytířů patronátní práva ke kostelu Panny Marie. To jim potvrdil o dva roky později český král Ferdinand I. s podmínkou, že faráři budou jen řádní katoličtí kněží, které schválí olomoucký biskup. V roce 1555 tak byl jmenován farářem katolík Blažej Sibenlot. Městská rada se v této době soustředila na vybudování reprezentativní střechy nad jižní věží. Po roce 1540 blíže neznámy opavský tesař zhotovil na koruně hranolové části věže ochoz a nad oktogonální nástavbou byl vztyčen štíhlý jehlancový krov dosahující do výšky přesahující 70 metrů.
Probíhající reformace však v druhé polovině 16. století silně zasáhla i na Opavsko a tak v roce 1565 přibyl ve farním chrámu luteránský kazatel Martin Zenkfrei. Přes snahu biskupa o to, aby byl kazatel z města vyhoštěn, podařilo se Opavanům i za pomoci úplatků královských úředníků dosáhnou toho, že Zenkfrei ve městě zůstal. Situaci protestantům ulehčoval i farář Sibenlot, který si příliš nehleděl svých povinnosti a věnoval se spíše světským záležitostem, přestože byl často biskupem i císařem napomínán.
Po smrti Martina Zenkfreie v roce 1569 začali Opavané hned hledat nového kazatele. I farář Sibenlot uzavřel s městskými radními smlouvu podle které se zavázal, že nebude nijak překážet luteránskýcm kazatelům a za to obdrží 400 zlatých a každoročně dalších 200 zlatých. Smlouvu farář uzavřel bez biskupova vědomí a od té doby ve farním kostele úplně přestala katolická bohoslužba. Na konci října 1569 přijel do Opavy olomoucký biskup Vilém Prusinovský z Víckova, který se rozhodl ve farním kostele katolické bohoslužby obnovit. Část obyvatel města se postavilo k záměrům nepříznivě, a tak když v neděli 6. listopadu 1569 zahájil biskup v kostele Panny Marie bohoslužbu, protestantští nespokojenci zabránili jezuitovi Štěpánovi Rimmelovi doprovázejícímu biskupa v kázání. Protože v nastalé vřavě hrozilo biskupovi smrtelné nebezpečí, byl pod ochranou ozbrojených šlechticů vyveden z kostela. Azyl nalezl v nedalekém kostele sv. Václava.
Během stavovského povstání byl 29. června 1619 kostel i s farním dvorem a školou se souhlasem slezských stavů zabrán katolíkům a předán protestantům. Dne 12. srpna 1632 se v kostele uskutečnil hold opavských stavů knížeti Karlovi Eusebiovi z Lichtenštejna. Na dochované mědirytině tohoto holdu je vidět původní interiér kostela včetně pozdně gotického oltáře a sanktuaria, které byly zničeny během požárů v letech 1689 a 1758.
V roce 1686 byla jižní věž kostela opatřena novým zastřešením v podobě cibulovitých bání s lucernami ozdobených osmnácti pozlacenými koflíky. Podle dobového svědka předčila jižní věž kostela Nanebevzetí Panny Marie svou krásou i výškou tehdy také nově opravenou věž kostela sv. Alžběty ve Vratislavi. O dva roky později byla na střeše kostela nahrazena původní šindelová krytina novou břidlicovou.
Dne 24. května 1689 zasáhl kostel velký požár města. Už 2. června se městský písař obrací s žádostí o pomoc s odstraňováním škod na opavského vévodu Jana Adama z Lichtenštejna, bruntálského místodržícího Řádu německých rytířů a na olomouckého biskupa. Z nařízení purkmistra byla střecha kostela alespoň provizorně přikryta prkny, žárem puklý zvon byl odeslán do Uničova ke zvonaři k přelití a slévači ze Zlatých hor byli pověřeni vyčištěním kovů z ostatních při požáru roztavených zvonů. Už na podzim byla sice opravena jižní věž kostela do podoby z roku 1686 (pozlacená makovice byla osazena 12. října 1689), ale zejména tesařské a pokrývačské práce na zastřešení celého kostela si vyžádaly delší čas a pokračovaly až do roku 1693. Střecha byla opět pokryta šindelovou krytinou z důvodu předchozích špatných zkušeností s břidlicí. Na nutné opravy bylo vydáno celkem více než 1039 tolarů. Obnovu vyhořelého kostela realizoval v roce 1699 stavitel Hans Georg Hausrucker ve spolupráci s Jordanem Zellerem.

### Barokní přestavba
Dne 25. srpna 1758 vyhořel kostel při velkém požáru Opavy. Z 21 tehdejších oltářů se zachránil jediný oltář sv. Trojice. Byl zničen i teprve před rokem zhotovený hlavní oltář, velké varhany, které byly považovány za nejcennější ve Slezsku a také tři nové velké zvony. Škoda na kostele činila 100 000 zlatých.
Opavský děkan Schwab původně nabídl zakázku na výmalbu bočních oltářů malíři Ignáci Raabovi, ale ten ji pro svůj pokročilý věk a špatný zdravotní stav odmítl. Po Raabově odmítnutí se o zakázku ucházel v roce 1781 opavský malíř Josef Lux. Místodržitel řádu německých rytířů v Bruntále Maxmilián Xaver z Riedheimu však vyjádřil přesvědčení, že Lux není malíř, který by byl schopen uspokojivě zvládnout tak významnou zakázku. Oltářní obrazy poté realizoval vídeňský malíř pocházející z Bílovce Felix Ivo Leicher. Soubor těchto obrazů představuje jeho umělecké schopnosti v nejvyzrálejší podobě. Při požáru v roce 1758 zničený Lehnerův oltář nahradil nový koncepčně průkopnický baldachýnový oltář navržený architektem Mauriziem Pedettim. Zhotovení oltáře realizoval v letech 1782–1784 Jan Schubert.

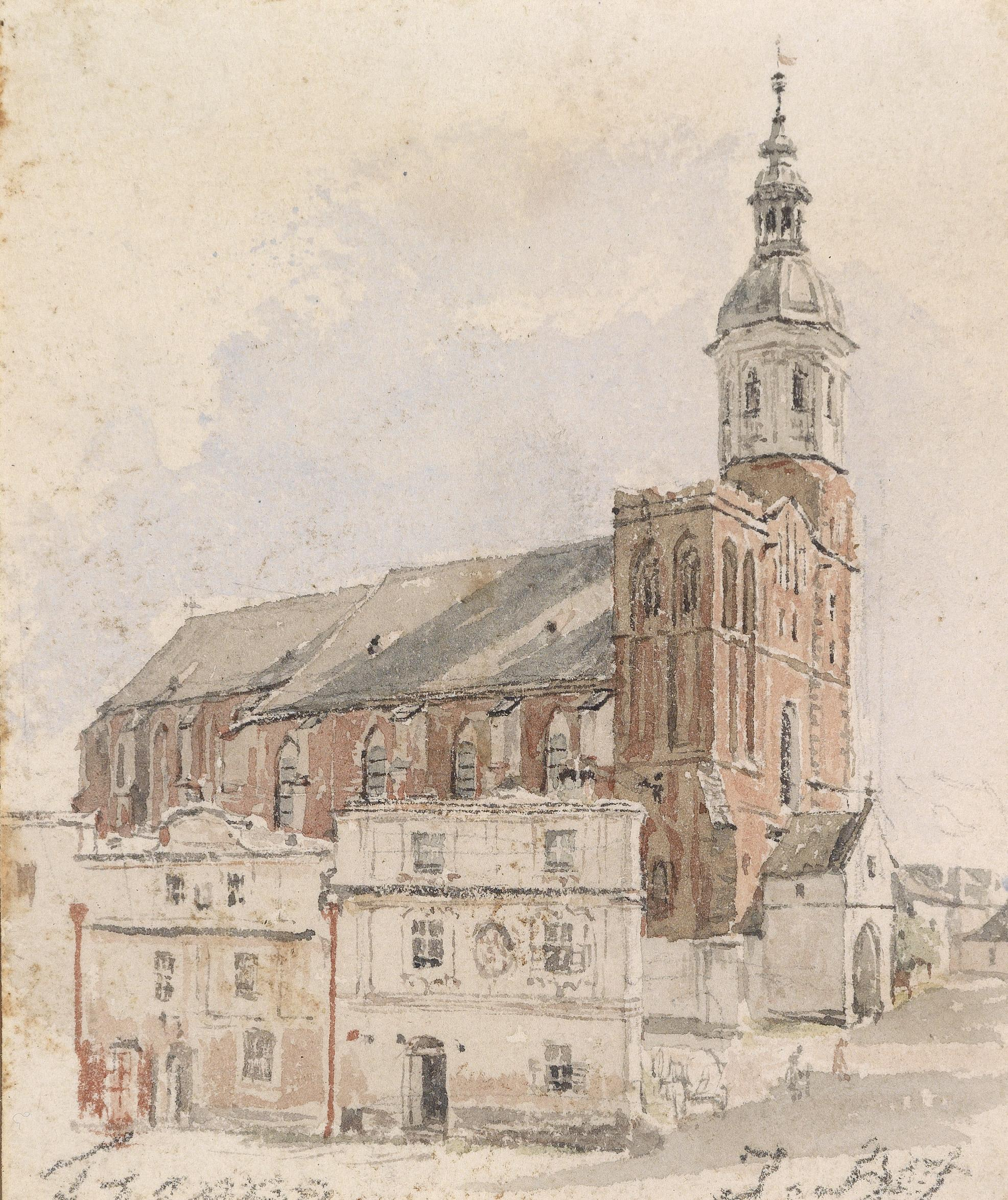
Konkatedrála Nanebevzetí Panny Marie před regotizací

V roce 1784 byla v přízemí jižní věže zřízena kaple sv. Valentina. Její zřízení souviselo s kultem sv. Valentina, jehož ostatky byly v srpnu 1688 slavnostně přeneseny do kostela sv. Vojtěcha v Opavě. Barokní úpravy kostela byly dokončeny v roce 1788 a o rok později (12. června 1789) byl kostel slavnostně vysvěcen olomouckým pomocným biskupem Karlem Godefriedem z Rosenthalu. Snad právě ke slavnosti vysvěcení kostela vznikl soubor sedmi reprezentativních klasicistních sedes. Kolem kostela se až do roku 1796 nacházel hřbitov s kaplí sv. Michaela. Na jeho místě vyrostla v roce 1804 novostavba divadla.

### Plány regotizace kostela
Během 80. a 90. let 19. století se začaly objevovat záměry regotizace kostela. Na podporu plánované opravy vznikl spolek pro obnovu kostela, který se jako ke svému vzoru hlásil k obdobnému spolku založeném v souvislosti s přestavbou kostela sv. Mořice v Olomouci. Snahy spolku zaštítil velmistr Řádu německých rytířů arcivévoda Evžen. Už v roce 1887 navštívil Opavu Friedrich von Schmidt, který zpracoval průzkum kostela a nastínil postup obnovy. Architektem uvažované přestavby se měl stál Schmidtův žák Georg Hauberrisser. O tři roky předložil Hauberisser dva návrhy pro přestavbu, které měly kostelu vrátit „gotickou podobu“. První jednodušší plán měl rozpočet 160 000 zlatých, druhý pak 210 000 zlatých. Více pozornosti věnoval druhému návrhu, jehož realizace by znamenala zásadní zásah do podoby kostela. Centrální komise ve Vídni sice plán přestavby schválila, ale změna v chápání památkové ochrany a položení důrazu spíše na konzervaci však už neumožnila provést regotizaci v uvažovaném rozsahu. Z projektu Georga Hauberrissera tak bylo využito jen několik detailů. Realizovaná kompromisní varianta nakonec proměnila prakticky jen západní průčelí kostela. Zde byly například osazeny v letech 1902–1906 dva novogotické chrliče ve tvaru okřídlených nestvůr. V roce 1928 byly v nikách kostela na vnější straně presbytáře z iniciativy ředitele opavského muzea Edmunda Wilhelma Brauna a faráře Paula Heidera osazeny náhrobky přemístěné ze zrušeného hřbitova, který se nacházel na místě dnešního kostela sv. Hedviky.
Od roku 1995 je kostel národní kulturní památkou, od roku 1996 pak konkatedrálou nově vzniklé ostravsko-opavské diecéze. Od roku 2004 prochází konkatedrála celkovou rekonstrukcí.

### Program záchrany architektonického dědictví
V rámci Programu záchrany architektonického dědictví bylo v letech 2005-2012 na opravu památky čerpáno 7 380 000 Kč.
| rok    | 2005  | 2006 | 2007 | 2008  | 2009 | 2010 | 2011 | 2012 |
| ------ | ----- | ---- | ---- | ----- | ---- | ---- | ---- | ---- |
| částka | 2 000 | 740  | 950  | 1 450 | 500  | 420  | 900  | 420  |

## Interiér

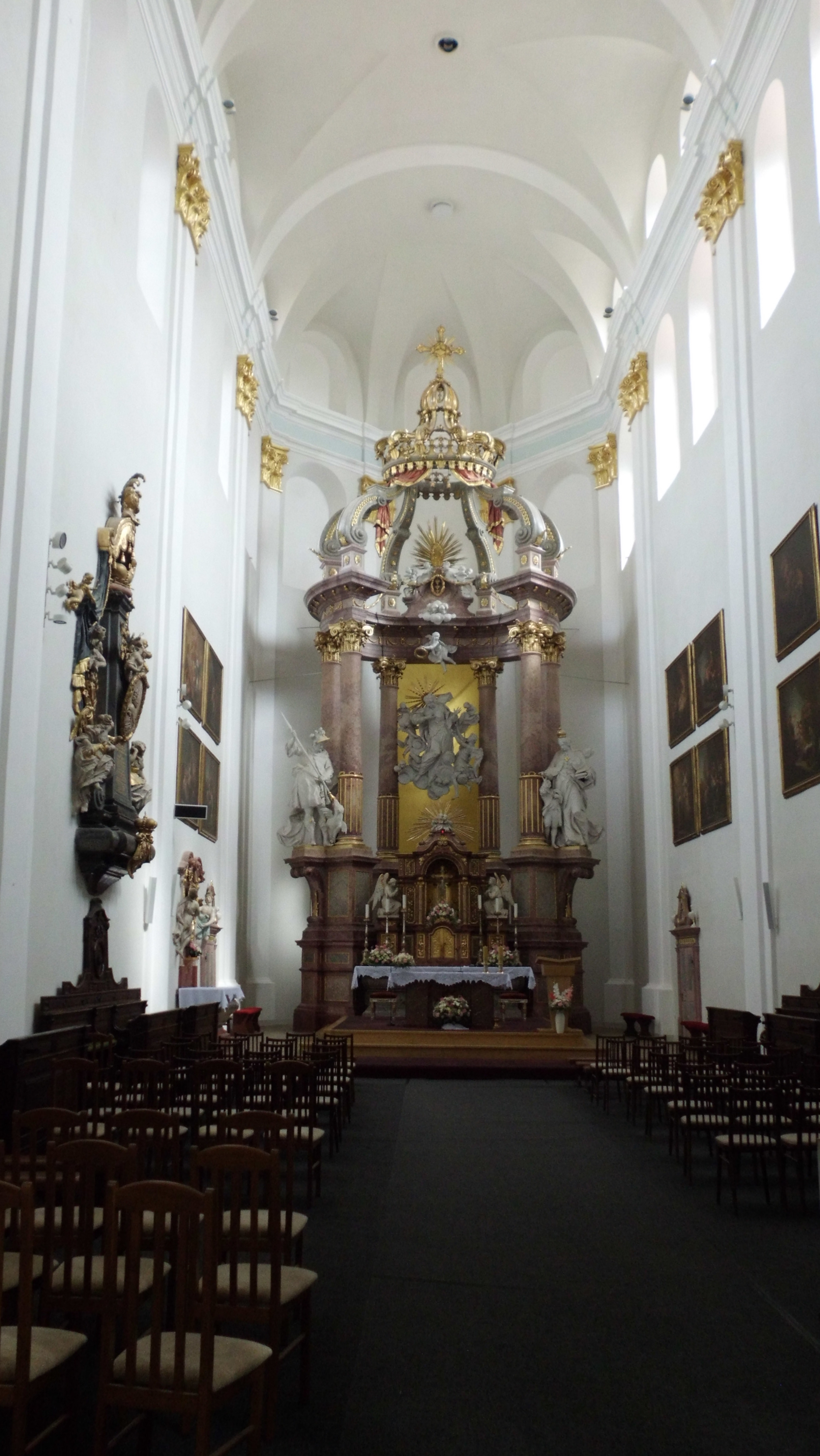
Interiér konkatedrály Nanebevzetí Panny Marie

Interiéru konkatedrály vévodí hlavní baldachýnový oltář, který podle konceptu eichstättského architekta Mauritia Pedettiho zhotovil sochař Jan Schubert. Na stěnách presbytáře je zavěšeno 11 obrazů mariánského cyklu od Ignáce Raaba, které doplňují další čtyři obrazy světců (sv. Šebestián, sv. Patrik, sv. Hedvika a sv. Biskup) od téhož autora. V presbytáři umístěná kazatelna a protějškově umístěný nástavec křtitelnice jsou dílem Jana Schuberta z let 1782–1784. V kapli sv. Anny se nachází obraz sv. Jana Nepomuckého z konce 17. století, který je pravděpodobně nejstarším zpodobněním světce na území rakouského Slezska.
Ve vybavení kostela se dochovalo i velké množství parament, z nichž k nejcennějším patří velký relikviář sv. Kříže ze zlaceného stříbra od vídeňské firmy Adler z roku 1900. Z většího množství dalších relikviářů stojí za zmínku relikviáře sv. Notburgy a sv. Jana Sarkandra.

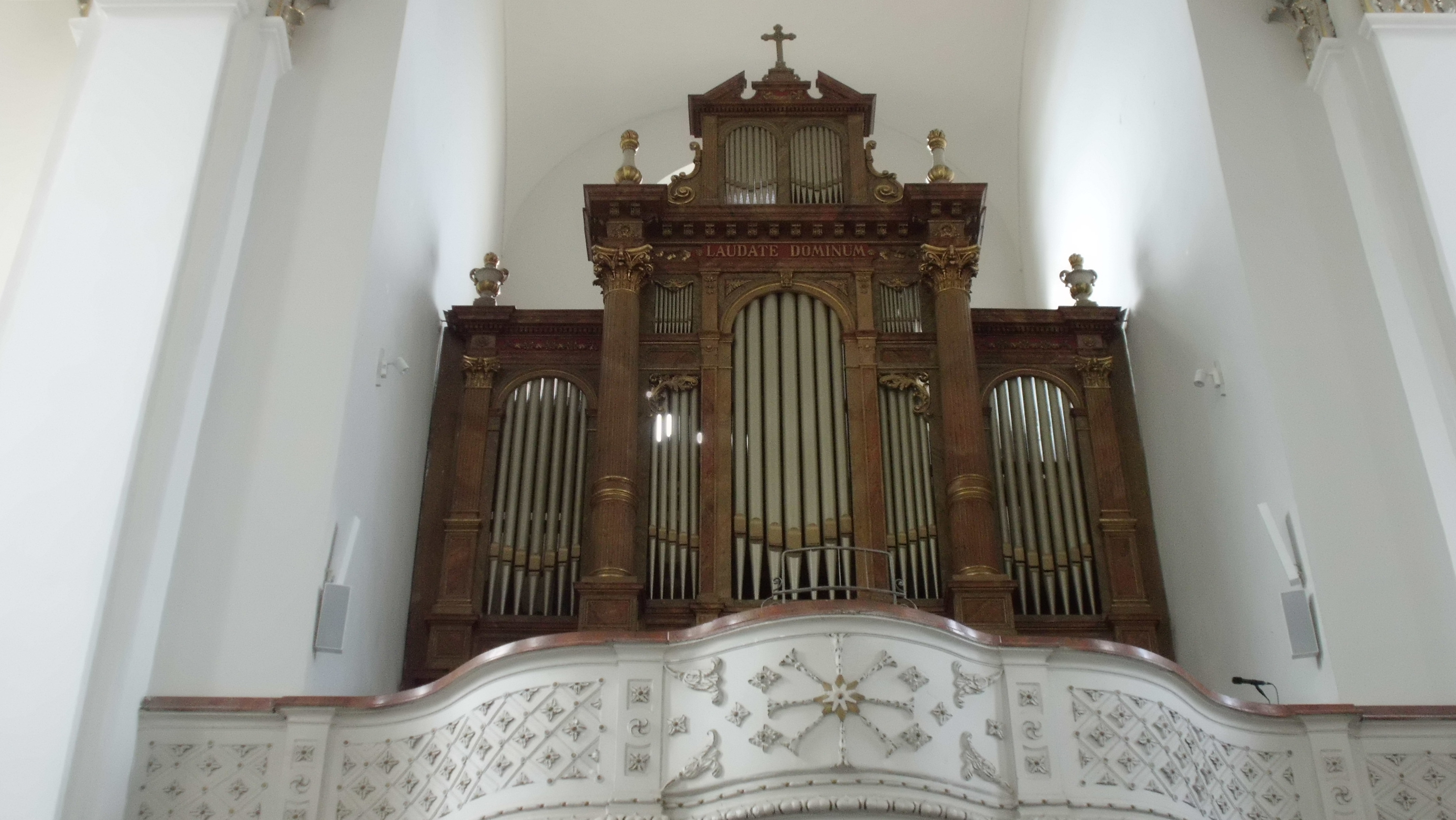
Varhany

K vybavení kostela patří i větší množství kalichů. K nejcennějším z nich patří mešní kalich s medailony světců ze zlaceného stříbra roku 1735 zhotovený významným olomouckým zlatníkem Františkem Josefem Rossmayerem (1700–1751). Kalich byl pravděpodobně vyroben pro klášter premonstrátů na Svatém Kopečku u Olomouce a měl připomínat korunovaci zdejšího milostného obrazu Panny Marie, ke které došlo v roce 1732. Do Opavy se zřejmě dostal po zrušení kláštera v roce 1784. Další cenný kalich zhotovil brněnský zlatník Antonín Josef Ignác Anderle ve druhé čtvrtině 18. století a je na něm vyobrazena legenda o sv. Janu Nepomuckém. Také tento kalich pravděpodobně původně nebyl určen pro opavský kostel a dostal se do jeho sbírek až později, snad v souvislosti s existujicím bratrstvem sv. Jana Nepomuckého.
Dalším zajímavým liturgickým předmětem v kostele Panny Marie je ciborium s erby členů řádu německých rytířů. Samotné tělo ciboria zhotovil v polovině 17. století opavský zlatník Jakub Mannlich. Později na něm bylo osazeno víko z počátku 18. století. Víko je druhotně spojeno šroubem s gotickým relikviářovým křížem z 2. třetiny 15. století, který byl snad původně součástí pacifikálu. Na těle ciboria jsou osazeny štítky s erby členů řádu německých rytířů: bruntálského místodržitele Adama Oswalda z Lichtenštejna, domácího komtura v Bruntále Jana Egolfa z Westernachu a opavského děkana Jana Kašpara Hirleho. Mezi čelné památky konkatedrály patří i monstrance od augšpurského zlatníka Kašpara Xavera Stippeldeye z roku 1786 s erbem zemského komtura baleje Franky Františka Zikmunda Adalberta Friedricha svobodného pána z Lehrbachu (1729–1787).